# Íñigo Vélez
Íñigo Vélez de Mendizábal Fernández de Garaialde, kurz Íñigo (* 15. März 1982 in Vitoria-Gasteiz), ist ein spanischer Fußballspieler, der bei Deportivo Xerez in der spanischen Segunda División spielt.

## Spielerkarriere
Íñigo startete seine Karriere als Fußballer in der zweiten Mannschaft von Espanyol Barcelona. Dort spielte er in der Saison 2003/2004 und war fünfmal in 25 Spielen erfolgreich. Anschließend wechselte der gebürtige Baske in seine Heimat und spielte drei Jahre lang für SD Eibar. Dem vierten Platz 2004/2005 folgte der Abstieg als Tabellenletzter. In der Saison 2006/2007 stieg er mit seiner Mannschaft allerdings auch direkt wieder aus der Segunda División B auf. Trotz des Aufstiegs verließ Iñigo seinen Verein, um in der ersten Liga zu spielen. Im Sommer 2007 unterschrieb er einen Vertrag bei Aufsteiger Real Murcia.
Nach einer für ihn persönlich erfolgreichen Saison verließ er Murcia nach dem Abstieg schon nach einem Jahr und unterschrieb einen Vertrag beim baskischen Traditionsverein Athletic Bilbao. Dort konnte er sich jedoch nicht durchsetzen und wurde bereits ein Jahr später an den Zweitligisten CD Numancia transferiert. Nach zwei Spielzeiten und über 60 Einsätzen wechselte er zum Ligakonkurrenten Deportivo Xerez und unterschrieb dort einen Einjahresvertrag.

## Erfolge
- 2006/2007 – Aufstieg in die Segunda División mit SD Eibar